# Stanisław Szacoń
Stanisław Szacoń (ur. 14 grudnia 1918 w Żukowie k. Lublina, zm. 24 czerwca 1977 w Lublinie) – żołnierz Batalionów Chłopskich, ps. „Pałka” (znany także pod pseudonimem „Szacun”), major. II komendant Obwodu 13 Lublin Batalionów Chłopskich. Odznaczony srebrnym krzyżem Virtuti Militari za zasługi na Lubelszczyźnie i Zamojszczyźnie. Inżynier.

## Życiorys
Syn Jana Szaconia i Marianny z Kozickich. Pochodził z rodziny chłopskiej. Po ukończeniu szkoły podstawowej kształcił się w Szkole Budowlanych w Lublinie, gdzie zdobył tytuł technika budowy dróg.
W dniach 7-9 września 1939 r. w stopniu plutonowego-podchorążego (w ramach służby wojskowej przed wojną ukończył szkołę podchorążych w Zamościu) uczestniczył w bitwie pod Iłżą. Wycofujące się zgrupowanie 8 Pułku Piechoty Legionowej, wchodzące w skład armii „Prusy”, dowodzone przez generała Stanisława Skwarczyńskiego, znalazło się 7 września pod Iłżą w okrążeniu. 18 września 1939 r. w miejscowości Łoje Szacoń dostał się do niewoli niemieckiej. Według dokumentów obozowych przetrzymywany był w: Oflag IX-B Weilburg, Stalag IX-B Zegenhein i w Ostrzeszowie (numer jeniecki 578). W obozie jenieckim zaraził się gruźlicą (prawdopodobnie przyczyniło się to do późniejszej choroby i śmierci).
W czerwcu 1940 r. uciekł i powrócił do Żukowa. Został jednym z najaktywniejszych działaczy konspiracyjnych BCh na terenie powiatu lubelskiego. Zdawał sobie sprawę ze znaczenia i siły działań partyzanckich, był m.in. jednym z inicjatorów wystąpienia BCh w 1941 r. w obronie wysiedlanych chłopów Zamojszczyzny.
Do kwietnia 1944 r. pełnił funkcję zastępcy komendanta Obwodu 13 Lublin Batalionów Chłopskich do spraw taktycznych, następnie (po aresztowaniu przez Niemców Adolfa Kopera) przejął funkcję komendanta Obwodu Lublin.
Zorganizował m.in. Oddział Lotny BCH Lublin, dowodził m.in. akcjami: uwolnienia więźniów z więzienia w Krasnymstawie, rozbicia obozu jenieckiego w Ostrzeszowie, w akcjach niszczenia akt operacyjnych niemieckich w gminach Mełgiew, Parczew, Bychawa, Krzczonów, rozbicia posterunków niemieckich w Kozicach, przejmowaniem transportów żywności i przekazywaniem jej ludności cywilnej w gminach Policzyzna, Krzczonów, Żuków, Krasnystaw, organizował także pomoc medyczną i bezpieczne kwatery dla więźniów zbiegłych z KL na Majdanku.
24 lipca 1944 r. dowodził akcją w Zastawiu, powiat Bychawa, gdzie został ciężko ranny. W bitwie tej poległo 7 żołnierzy BCH, a 18 zostało rannych. Straty po stronie niemieckiej to 42 zabitych, wielu rannych oraz przejęcie znacznej ilości sprzętu. W lasach koło Zastawia znajduje się pomnik poświęcony żołnierzom BCh, z wyrytym m.in. nazwiskiem Szaconia.
W ostatnim okresie wojny zapadła decyzja o scaleniu BCh ze strukturą AK, jednak na Lubelszczyźnie proces ten nie został ukończony aż do końca wojny, dlatego żołnierzy okręgu 13 Lublin (w tym dowódcy – Szaconia) nie można traktować jako członków AK.
Po wyzwoleniu i opuszczeniu szpitala (luty 1945), zajął się organizacją i pomocą dla byłych żołnierzy BCh wobec ich sytuacji w Polsce Ludowej. Nie przyjął propozycji pracy w siłach zbrojnych PRL. Do śmierci pozostał wierny rządowi w Londynie, twierdził, że jako polski żołnierz nie będzie salutował orłowi bez korony. Został zdegradowany przez władzę ludową do stopnia porucznika decyzją Prezydenta RP Bolesława Bieruta z dnia 6 lipca 1950 r. Według kilku źródeł historycznych zaliczony do tzw. żołnierzy wyklętych.
Dopiero 20 marca 1967r przyjęty do ZBoWiD (nr legitymacji 2516), zaś Na mocy decyzji MON decyzją z dnia 22 lutego 1973 r. przywrócony do stopnia kapitana w odpowiedzi na pytania z Londynu na temat jego losów (w związku z otrzymaniem Krzyża Virtuti Militari). Po 1989 roku, już pośmiertnie, został przywrócony do stopnia majora.
Jako dowódcę cechował go pragmatyzm. Uważał, że działania powinny być skuteczne i mieć kontekst, to znaczy odnosić konkretny militarny lub polityczny skutek. Bardzo krytycznie oceniał np. dowódców którzy wydali rozkazy związane z rozpoczęciem powstania warszawskiego, pozostając równocześnie w głębokim szacunku dla szeregowych żołnierzy w nim walczących (pomimo skrajnie negatywnej postawy wobec władz ludowych). Prezentował nurt typowy dla Piłsudczyków – według niego podstawą była skuteczność działań, a nie puste idee.
Jego światopogląd ewoluował od ludowca, do konserwatysty-liberała, co tym bardziej wywierało niekorzystny wpływ na jego karierę zawodową, stosunki z władzą, czy karierę wojskową (wraz z degradacją do stopnia porucznika, władza ludowa wbiła mu w książeczkę wojskową kategorię „D” – zdolny do służby tylko w czasie wojny, mając świadomość dokonań, ale równocześnie nie przyjmując jego poglądów i postawy).
Po wojnie podjął pracę jako inżynier, projektując i koordynując budowę m.in. Zalewu Zemborzyckiego pod Lublinem, a także dróg, mostów i innych elementów infrastruktury. Z uwagi na istotne osiągnięcia jako inżyniera i projektanta nie robiono mu w późniejszym okresie problemów natury zawodowej czy prywatnej. Inne źródła podają:  Wspominany do tej pory za odwagę, awansowany do stopnia majora, odznaczony Virtuti Militari, za czasów komuny przeszedł prawdziwą gehennę – aresztowany i maltretowany w stalinowskich więzieniach, wrócił po latach wykończony fizycznie z wilczym biletem. Ustawicznie nękany przez UB, nigdzie nie mógł dostać pracy.
Po latach okazało się, iż zachowała się teczka z materiałami operacyjnymi i zeznaniami gromadzonymi na Szaconia. Pomimo kilkukrotnych prób zwerbowania i wpłynięcia na zmianę poglądów współpracy z SB nigdy nie podjął.
Blisko przyjaźnił się z rodziną Tarłowskich. Po wojnie mieszkał w mieszkaniu w ich kamienicy przy al.Warszawskiej 21a.
Dwukrotnie żonaty. Ma syna – Andrzeja (z pierwszego małżeństwa) i dwie córki – Barbarę i Małgorzatę.
Zmarł z powodu raka płuc. Pochowany na cmentarzu wojskowym przy ul. Białej (Lipowej) w Lublinie. Zgodnie z jego ostatnią wolą pogrzeb pozbawiony był elementów religijnych.